# Watsonia emiliae
Watsonia emiliae är en irisväxtart som beskrevs av Harriet Margaret Louisa Bolus. Watsonia emiliae ingår i släktet Watsonia och familjen irisväxter. Inga underarter finns listade i Catalogue of Life.